# Estación de Saint-Maur - Créteil
La estación de Saint-Maur - Créteil es una estación ferroviaria francesa de la línea de París-Bastille a Marles-en-Brie, ubicada en el municipio de Saint-Maur-des-Fossés, en el departamento de Valle del Marne en región Isla de Francia.
Fue puesta en servicio en 1859 por la Compañía de los ferrocarriles del Este y en 1969  pasó a ser una estación del RER de la RATP.
Por la estación pasan los trenes de la línea A del RER de Isla de Francia.

## Historia

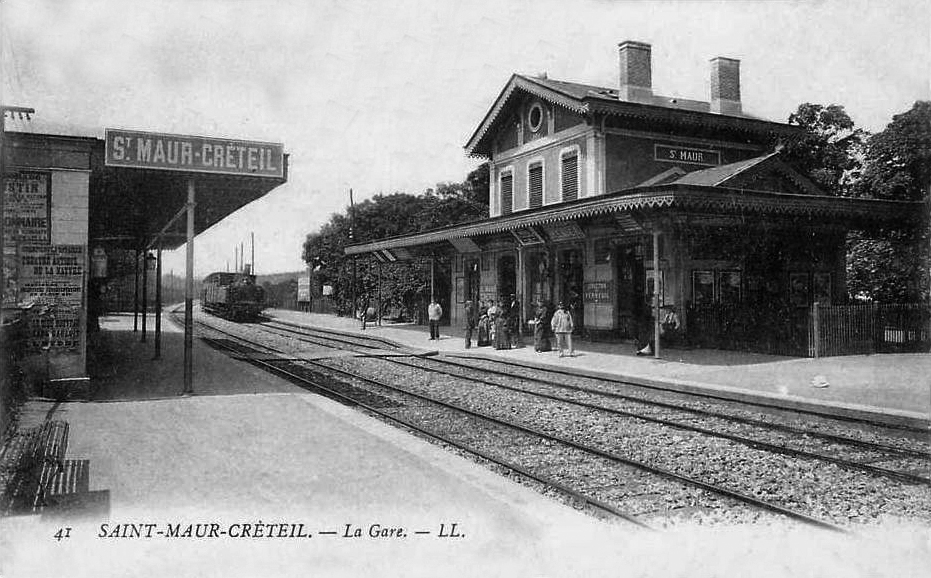
La estación hacia 1900.
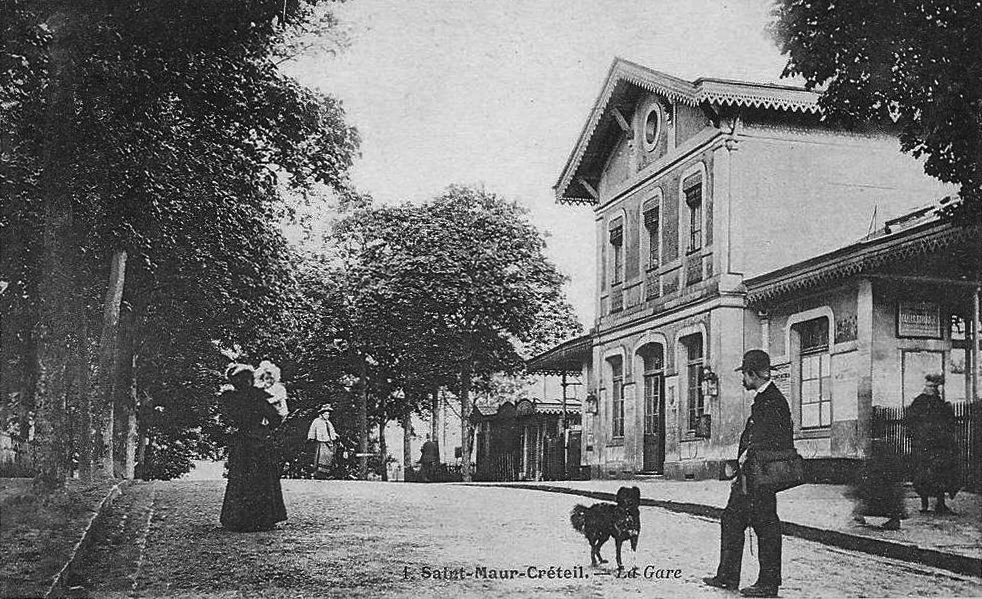
La estación hacia 1920.

La estación fue originalmente construida en el siglo XIX, sin embargo fue derribada en los años 1960. Posteriormente se volvió a construir en 1969, y se integró en la red RER.

En 2015, uso anual  estimado por la RATP fue de 3 516 120 viajeros.

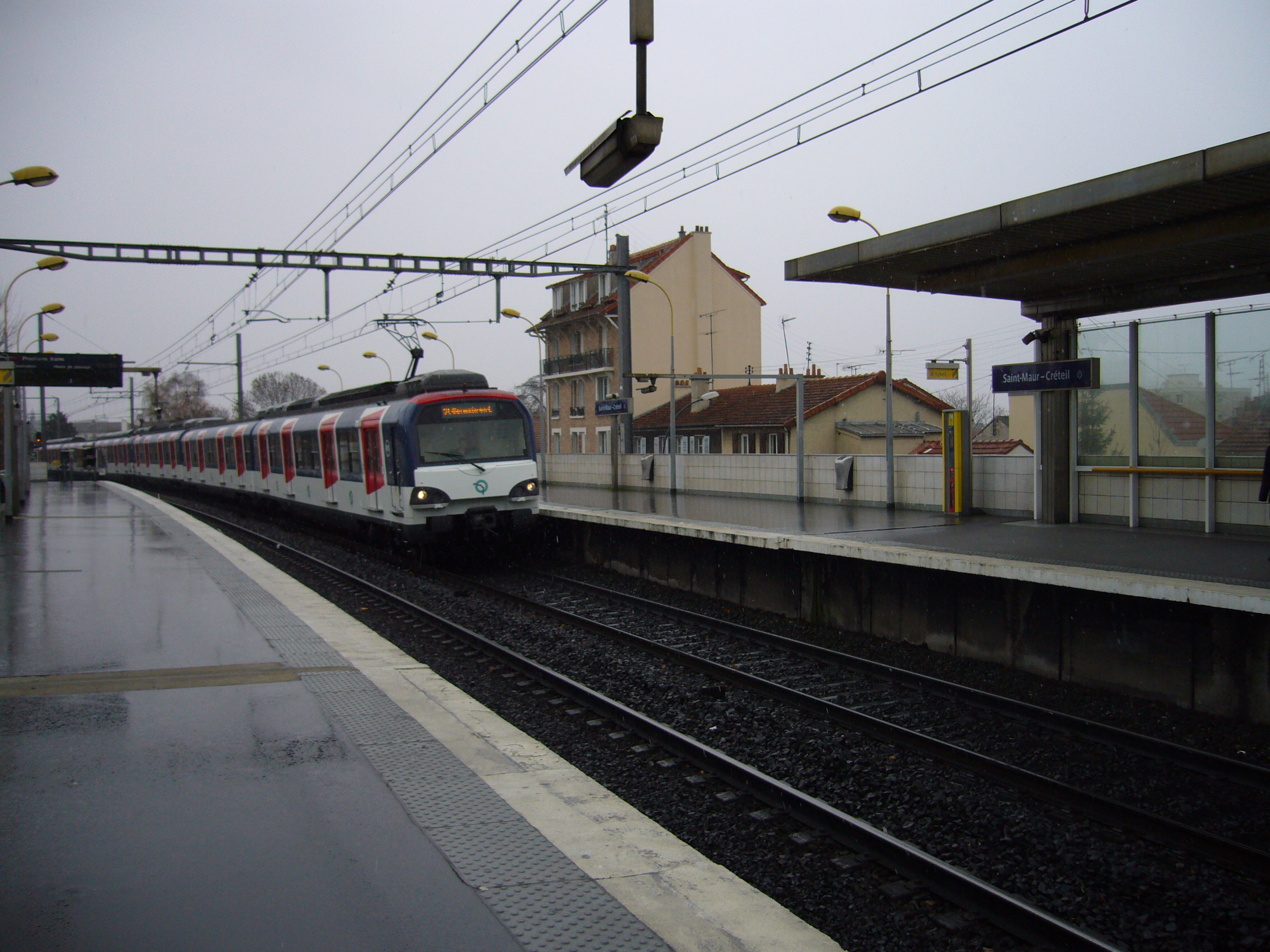
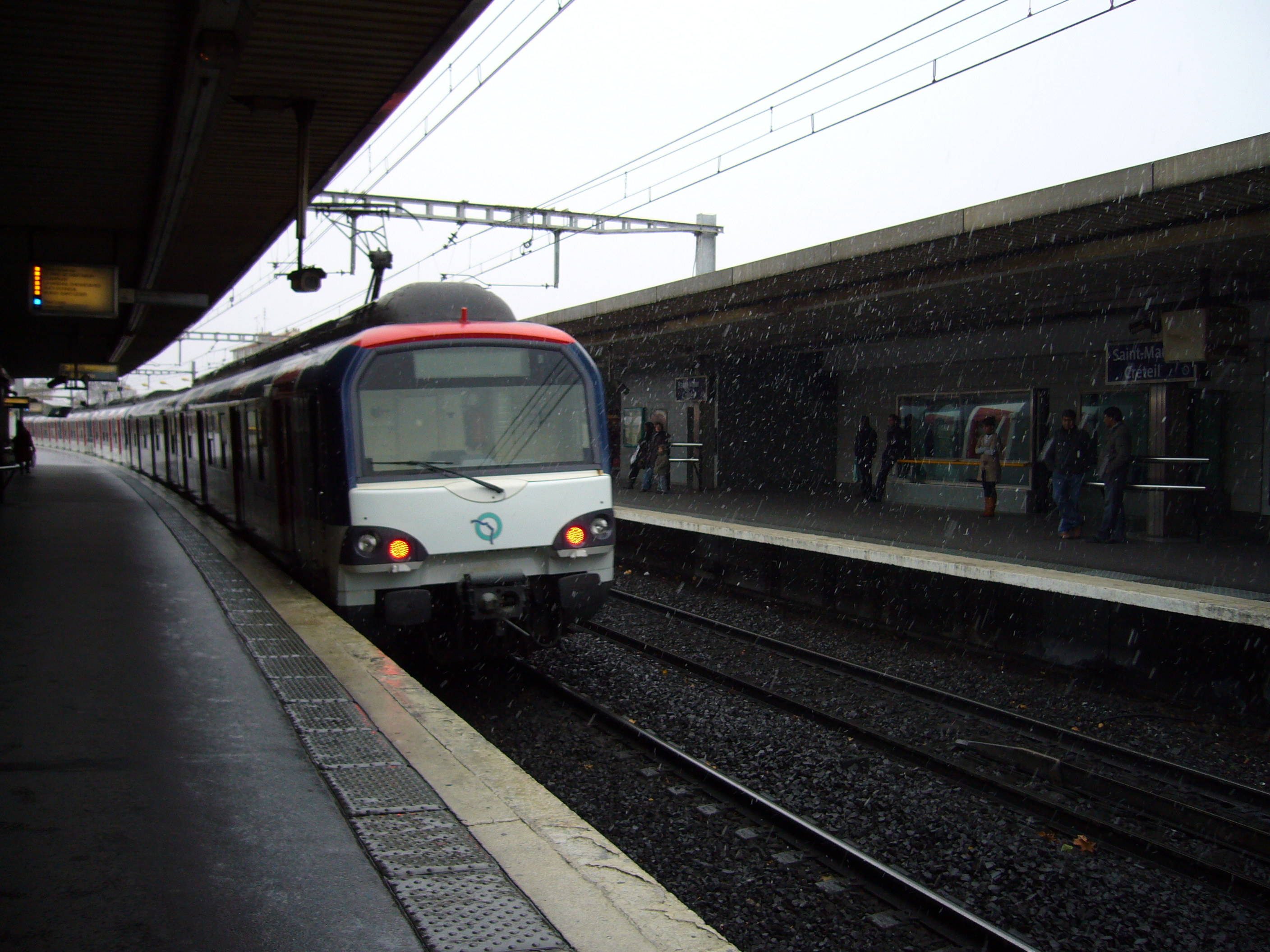
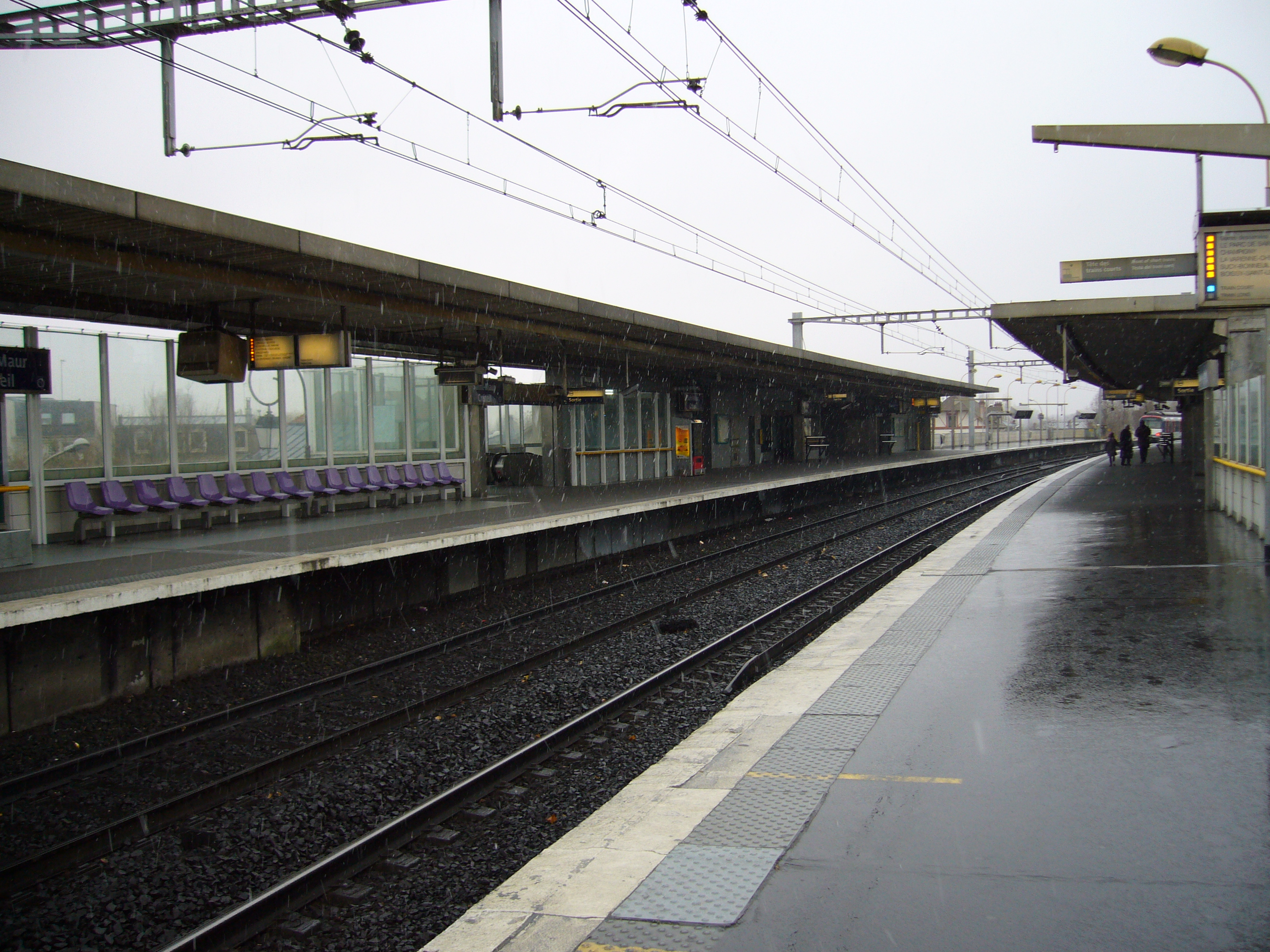